# 飯田高誉
飯田 高誉（いいだ たかよ、1956年 - ）は、日本のキュレーター。現在、スクールデレック芸術社会学研究所所長、国際美術評論家連盟会員。
東京大学総合研究博物館小石川分館「アート＆サイエンス」協議会顧問として現代美術シリーズを立ち上げる。その後、京都造形芸術大学国際藝術研究センター所長を務め、2011年から青森県立美術館美術統括監として数々の展覧会を企画。慶應義塾大学グローバルセキュリティ講座で「政治とアート」の講師、森美術館理事などを歴任。

## 略歴
- 東京都出身。[1]
- 高校生の時三里塚闘争に参加した[2]。
- 1980年、日本大学法学部新聞学科を卒業[3]。
- 1980年～1990年、フジテレビギャラリー在籍。[4]
- 1990年～2005年3月、インディペンデント・キュレーターとして活動[5]。
- 2005年4月～2007年3月、京都造形芸術大学国際芸術研究センター准教授。
- 2007年4月〜2009年3月、京都造形芸術大学国際芸術研究センター所長。
- 2009年4月～、同大学芸術学部准教授。
- 2011年〜2014年3月、青森県立美術館美術統括監（チーフキュレーター）。
- 2014年3月〜2015年8月、青森県立図書館総括副参事／青森県近代文学館室長。
- 2011年〜2015年、慶應義塾大学グローバルセキュリティ講座「政治とアート：戦争と芸術」講師。
- 2008年〜2018年、森美術館理事。
- 2016年〜2017年、上智大学文学部ジャパノロジー・ゼミ講師。
- 2019年〜、女子美術大学美術館収蔵品選定委員。
- 2022年〜2023年、渋谷区立松濤美術館副館長。2022年12月、日本赤軍元最高幹部の重信房子にインタビューを行い、毎日新聞に掲載された。

### フジテレビギャラリー時代
1980年よりフジテレビギャラリーに10年間在籍。パウル・クレー展、サルバドール・ダリ展、パブロ・ピカソ展、草間彌生展などの巡回展を国内外の美術館にて企画した。ギャラリーでは、草間彌生、横尾忠則、イヴ・クライン、ジム・ダイン、バリー・フラナガン展などに、フェリックス・ガタリ、ニュー・アカデミズムの思想家や文学者らの参加を要請して、美術界に留まらないディレクションを行った。「宇宙発明会議 VISIONS OF ART」（フジテレビ）、「テレビ美術館」（フジテレビ）の企画監修および制作を担当。1990年に独立。

### インディペンデント・キュレーター時代
- 1990年、インディペンデント・キュレーターとして活動開始。
- 1996年～2000年、スカイパーフェクTV![10]の美術番組「アートフォーラム」[11]の企画、取材、制作、監修を行う。
- 1997年〜1999年、森万里子の作品「ドリーム・テンプル」（日伊共同プロジェクト）の構想から制作、完成までの日本側ディレクターに就任[12]。
- 2000年8月〜2002年11月、ニッセイ基礎研究所 D2（電通新社屋）プロジェクトのアーティスティック・ディレクターに就任。建築家ジャン・ヌーヴェルとのコラボレーションにより建物全体のアートプロジェクトを進行させ完成した。この電通タワー・アートプロジェクト参加アーティストは次の通り。蔡國強、オラファー・エリアソン、ラングランズ・アンド・ベル、オノ・ヨーコ、イ・ブル、ジュリアン・オピー、横尾忠則、ブライアン・イーノ、中西夏之、坂本龍一、イリヤ・カバコフ。
- 2001年、フィリップ・モリス・アートアワード展エキジビション・ディレクター就任。
- 2002年、「スクリーン・メモリーズ：隠蔽記憶」展（水戸芸術館）にてゲスト・キュレーターを務める[13]。
- 同年、東京都現代美術館で開催された「森万里子：ピュア・ランド」展にて大作「ドリーム・テンプル」を中心に展覧会全体のキュレーションを行う。
- 2003年10月、東京大学総合研究博物館小石川分館「アート＆サイエンス」協議会企画委員に就任。
- 2004年2月、「六本木クロッシング-日本美術の新しい展望2004」展（森美術館）選考委員（キュレーター）を務める[14]。
- 2005年6月〜2007年、ベネッセコーポレーション会長福武總一郎主催「犬島アートプロジェクト」 アーティスティック・ディレクターに就任。

### 京都造形芸術大学教員時代
- 2005年9月、京都造形芸術大学国際芸術研究センター准教授に就任。
- 2006年/2013年、「VOCA」展（上野の森美術館）選考委員。
- 2007年4月〜2009年3月、京都造形芸術大学国際藝術研究センター所長就任。
- 2009年4月～、同大学芸術学部准教授。
- 2007年から2009年にかけて、戦後日本美術のタブーとなっている戦争画に焦点をあてた「戦争と芸術」展シリーズを防衛省などの協力を得て4回開催。藤田嗣治や中村研一らの戦争画と杉本博司や横尾忠則など現代美術家の作品を対峙させ、戦争のイメージの変化に迫った。また、同時期には、コムデギャルソン・アートスペースSix（心斎橋）およびEYE of GYRE（表参道）のディレクターとして草間彌生、横尾忠則、森山大道、中平卓馬などの戦後を代表する作家の個展、およびSputniko!やチームラボなどの若手を交えて「アートと建築」をテーマにした展覧会を開催した。

### 青森県立美術館美術統括監時代
- 2011年4月～2014年3月、青森県立美術館美術統括監（チーフキュレーター）。
- 青森県立美術館開館10周年にあわせて、青森で国際芸術祭を開催する構想を立ち上げる。そのプレイベントとして青森の大地に根ざした芸術の可能性を探る「青森EARTH」を2012年、2013年に開催した。また、寺山修司、工藤哲巳など青森ゆかりの戦後を代表する作家の展覧会を開催した。
- 2014年4月〜2015年8月、青森県立図書館総括副参事／青森県近代文学館室長。

### スクールデレック芸術社会学研究所時代[15]
2015年、アーティストの平川典俊と元ホイットニー美術館長のデヴィッド・ロスが広島で企画した被爆70周年記念事業「TODAY IS THE DAY：未来への提案」を監修。2016年より表参道GYREでデヴィッド・リンチなどの展覧会を企画。
2018年、実験的なアートスペース、スクールデレック芸術社会学研究所を恵比寿に立ち上げる。命名はイギリスのアーティストのダレン・アーモンドとの対話に由来する。

## 企画・監修した主な展覧会
- 「ピーター・グリーナウエイ-黄金比に溺れて」（1990年、寺田倉庫T33）
- 個展「テンポラリー・ミュージアム第一期:デレク・ジャーマン：光り輝く暗黒 」（1990年、寺田倉庫T33）
- 個展「テンポラリー・ミュージアム第一期:吉原悠博—アブソルート・ゼロ」（1990年、寺田F号倉庫）
- 個展「テンポラリー・ミュージアム第二期:大竹伸朗 Shipyard Works 1990」（寺田倉庫 Space T33、東京）
- 二人展「テンポラリー・ミュージアム第二期:デヴィッド・シルヴィアン＆ラッセル・ミルズ　EMBER GLANCE-THE PERMANECE OF MEMORY」（1990年、寺田F号倉庫）
- 「デヴィッド・リンチ：イメージの創始—絵画＆素描」（1991年、東高現代美術館）
- 「ジャパン・フェスティバル英国・アイルランド巡回日本人作家展-BEYOND THE MATERIAL LIMITS - 4Japanese Artists」（1992年、Arts Council Galleryなど他イギリス国内の4つの美術館にて巡回）
- 「ジョン・ケスラー：星条旗を永遠に」展（1992年、スパイラル・ガーデン、東京／巡回　なんばCITY HALL、大阪）
- 「デヴィッド・クローネンバーグ：映像美術装置–THE STRANGE OBJECTS OF DAVID CRONENBERG’S DESIRE」展[16]（1993年、西武百貨店Bフォーラム、東京／巡回先　三菱地所アルティアム、福岡）
- 「ニウセルフ-映像のシャワーはDNAを変えるか？」（1993年、スフィア・メックス）
- 「ヴェネツィア・ビエンナーレ公式プログラム　トランス・アクションズ部門：“私は自らの死よりもあなたを愛す”」（1993年、ジュデッカ島）
- 「横尾忠則  映画全集：絵画と映像」（1994年、新宿パークタワー）
- 「欲望の砂漠」（1994年、スパイラル）
- 「ジャック・ピアソン-STAY」（1995年、パルコ ギャラリー）
- 「桑原甲子雄 & 牛腸茂雄-東京写真」（1995年、新宿パークタワー）
- 「アイデアル・スタンダード・ライフ」（1996年、スパイラル）
- 「デヴィッド・リンチ-DREAMS」（1998年、パルコ ギャラリー）
- 「ブリティッシュ・ビデオ・アート-隠された欲望とイメージ」（1998年、パルコ）
- 「森万里子：ドリーム・テンプル」（1999年、プラダ・ファウンデーション、ミラノ）
- 「スクリーン・メモリーズ：隠蔽記憶」（2002年、水戸芸術館）
- 「森万里子展:ピュア・ランド」（2002年、東京都現代美術館）
- 「マーク・ダイオン：驚異の部屋」（2002-2003年、東京大学総合研究博物館小石川分館）
- 「六本木クロッシング-日本美術の新しい展望2004」（2004年、森美術館）
- 「森万里子:トランスサークル」展（2004年、東京大学総合研究博物館小石川分館）
- 「杉本博司：大ガラスが与えられたとせよ」（2004年、カルティエ現代美術財団、パリ）
- 「福武ハウス」（2006年、越後トリエンナーレ、新潟）
- 「横尾忠則」（2006年、カルティエ現代美術財団、パリ）
- 「縄文　光の化石　トランスサークル（2006年、京都造形芸術大学附属康耀堂美術館）」
- 「戦争と芸術 美の恐怖と幻影」（2007年、京都造形芸術大学 Gallery Aube）
- 「戦争と芸術II 美の恐怖と幻影」（2008年、京都造形芸術大学 Gallery Aube）
- 「エコゾフィーの実践」（2008年、EYE OF GYRE、表参道）
- 「ダレン・アーモンド-眠るように甦る」（2008年、EYE OF GYRE、表参道）
- 「戦争と芸術III 美の恐怖と幻影」（2009年、京都造形芸術大学 Gallery Aube）
- 「ARCHITECT　JAPAN2009 『ARCHITECT 2.0- WEB世代の建築進化論』」（2009年、EYE OF GYRE、表参道）
- 「戦争と芸術IV 美の恐怖と幻影」[17]（2009年、京都造形芸術大学 Gallery Aube）
- 「草間彌生—増殖する部屋」（2009年、コムデギャルソン・アートスペースSix、心斎橋）
- 「横尾忠則ーPINK GIRL」（2010年、コムデギャルソン・アートスペースSix、心斎橋）
- 「森山大道ーNORTHERN」（2010年、コムデギャルソン・アートスペースSix、心斎橋）
- 「デヴィッド・リンチーDARKENED ROOM」（2010年、コムデギャルソン・アートスペースSix、心斎橋、韓国ソウルのコムデギャルソンタワーのアートスペースSixにも巡回）
- 「ゼロ年世代"の都市・建築・アート『CITY2.0-WEB世代の都市進化論』」（2010年、EYE OF GYRE、表参道）
- 「宮島達男ーTime Train」展（2011年、コムデギャルソン・アートスペースSix、心斎橋）
- 「Sputniko!ーTweet Me Love」（2011年、EYE OF GYRE、表参道）
- 「中平卓馬ーキリカエ」（2011年、コムデギャルソン・アートスペースSix、心斎橋）
- 「堂島リバービエンナーレ2011『Ecosophia』」[18]（2011年、堂島リバーフォーラム、大阪）
- 「超群島-3.11以後、アーキテクト/アーティストたちは世界をどう見るか？」[19]（2012年、EYE OF GYRE、表参道）
- 「超群島-ライトオブサイレンス」[20]（2012年、青森県立美術館）
- 「森万里子：再生 (Rebirth)」(2012-14、ロイヤル・アカデミー・オブ・アーツ、巡回ジャパン・ソサエティ、ニューヨーク)
- 「デヴィッド・リンチ ～暴力と静寂に棲むカオス」（2012年、ラフォーレ原宿）
- 「寺山修司　dialogue　ケネス・アンガー」 （2013年、青森県立美術館）
- 「すばらしい新世界＿＿再魔術化するユートピア」[21]（2013年、青森県立美術館）
- 「横尾忠則の「昭和NIPPON」－反復・連鎖・転移」（2013年、青森県立美術館）
- 「あなたの肖像—工藤哲巳回顧展」（2014年、国立国際美術館／東京国立近代美術館／青森県立美術館）
- 「中西夏之—キアスム / chiasme」(2014年、SCAI、東京)
- 被爆70周年記念事業「TODAY IS THE DAY：未来への提案」監修：飯田高誉、企画：平川典俊&デヴィッド・ロス（2015年、THE MIYAUCHI ART FOUNDATION、広島県廿日市）
- 「スプツニ子！鶯蛙！実験工房」(2015年、GYRE、表参道)
- 「DAVID LYNCH meets HOSOO ：螺旋状の夢_ 夢見るように目覚める」（2016年、EYE OF GYRE、表参道）
- 「池田謙-原風景KAFOU」（2016年、eitoeiko 神楽坂）
- 「アセンブル＿共同体の幻想と未来」（2016—2017年、EYE OF GYRE、表参道）
- 「コンセプト・オブ・ハピネス＿アニシュ・カプーアの崩壊概論」（2017年、EYE OF GYRE、表参道）
- 「亜空間として形成する伊勢型紙＿江戸小紋の世界」（2018年、EYE OF GYRE、表参道）
- 「2018年のフランケンシュタイン」監修：飯田高誉、企画：高橋洋介（金沢21世紀美術館）（2018年、EYE OF GYRE、表参道）
- 「アニッシュ・カプーア IN 別府＿『コンセプト・オブ・ハピネス＿アニシュ・カプーアの崩壊概論』」（2018年、別府）
- 「ダレン・アーモンド＿時の光」（2018年、スクールデレック芸術社会学研究所、恵比寿）
- 「中西夏之＿日射のなかで＿土神と狐」（2018年、スクールデレック芸術社会学研究所、恵比寿）
- 「寺崎百合子＿賑やかな沈黙」展（2019年、スクールデレック芸術社会学研究所、恵比寿）
- 「INTERPRETATIONS, TOKYO‐17世紀絵画が誘う現代の表現」（2019年、原美術館、品川）
- 「デヴィッド・リンチ＿精神的辺境の帝国」展（2019年、ジャイル・ギャラリー、表参道）
- 「デヴィッド・リンチ＿昏い幻想」展（2019年、スクールデレック芸術社会学研究所、恵比寿）
- 「堂島リバービエンナーレ2019『シネマの芸術学』＿東方に誘われて＿ジャン＝リュック･ゴダール『イメージの本』に誘われて」[22]（2019年、堂島リバーフォーラム、大阪）
- 「池田謙＿野性の音楽」展　（2019年、スクールデレック芸術社会学研究所、恵比寿）
- 「ヒストポリス：絶滅と再生」展　監修：飯田高誉、企画：高橋洋介（金沢21世紀美術館）（2020年、ジャイル・ギャラリー、表参道）
- 「文明と野蛮のアーカイヴ」展（2020年、スクールデレック芸術社会学研究所、恵比寿）
- 「2021年宇宙の旅 モノリス＿ウイルスとしての記憶、そしてニュー・ダーク・エイジの彼方へ」企画：飯田高誉、企画協力：高橋洋介（金沢21世紀美術館）（2021年、ジャイルギャラリー、表参道）
- 「村田沙耶香のユートピア＿正常の構造と暴力　ダイアローグ　デヴィッド・シュリグリー≡金氏徹平」（2021年、ジャイルギャラリー、表参道）
- 「ドヴァランス：デザインのコモンセンス」（2021年〜2022年、ジャイルギャラリー、表参道）
- 「世界の終わりと環境世界」（2022年、ジャイルギャラリー、表参道）企画：飯田高誉、企画協力：高橋洋介
- 「ヴォイド・オブ・ニッポン＿戦後美術史のある風景と反復進行」展（2022年、ジャイルギャラリー、表参道）企画：飯田高誉、企画協力：高橋洋介

## 主なテキスト
- 「Both Ends Burning−アンチクライマックスを巡る横尾忠則の世界」展覧会テキスト（1990年3月、「横尾忠則プリントワーク」、西脇市岡之山美術館）
- 「カタログ編集及び監修　ビジュアル・クリティック」展覧会テキスト（1991年1月、「デヴィッド・リンチ」、東高現代美術館）
- 「ニウセルフ展-映像シャワーはDNAを変えるか？」展覧会テキスト（1993年10月）
- 「ペドロ・アルモドヴァル展　愛の告白」展覧会テキスト（1993年6月、ヴェネツィア・ビエンナーレ、トンランス・アクションズ部門）
- 「横尾忠則-映画全集展」展覧会テキスト（1994年12月、新宿パークタワー）
- 「欲望の砂漠−快楽原則の彼岸」、「往復書簡：飯田高誉×ジェフリー・ダイチ」展覧会テキスト（1994年9月、スパイラル）
- 「家族の風景とイリュージョン」展覧会テキスト（1996年5月、「ART AT HOME−IDEAL STANDARD LIFE」、スパイラル）
- 「消費のもっとも美しい対象・吉原悠博展」展覧会テキスト（1997年10月、東京ガス）
- 「隠された欲望とイメージ」展覧会テキスト（1998年5月、「British Video Art Show -Hidden Desires & Images」、パルコ）
- 「時間の外で生きること」展覧会テキスト（1999年4月、「池田謙　PICTURES」、白石コンテンポラリーアート）
- 「鼎談：森万里子、中沢新一、飯田高誉」展覧会テキスト（1999年6月、「森万里子−DREAM TEMPLE」展、プラダ財団）
- 「未知の才能との遭遇」展覧会テキスト（2001年5月、「フィリップ・モリス・アートアワード」展、フィリップ・モリス）
- 「森万里子というマトリクス］展覧会テキスト（2002年1月、「森万里子-ピュア・ランド」展、東京都現代美術館）
- 「スクリーン・メモリーズ-隠蔽記憶」展覧会テキスト（2002年、水戸芸術館）
- 「アートの存在理由」展覧会テキスト（2002年5月、「フィリップ・モリス・アートアワード」展、フィリップ・モリス）
- 「都市における秘められた花の香り」カタログテキスト（2002年11月、電通アートプロジェクト）
- 「マーク・ダイオン：驚異の部屋」展覧会テキスト（2003年1月、東京大学総合研究博物館小石川分館）
- 「交差点から野の道まで」展覧会テキスト、池田謙、鶯蛙（奥村靫正）、大木裕之、オノデラユキ、高橋知子、中西夏之、畠山直哉の作家論（2004年2月、六本木クロッシング-日本美術の新しい展望2004、森美術館）
- 「森万里子の縄文」展覧会テキスト（2004年10月、東京大学総合研究博物館小石川分館）
- 「大ガラス-見えるものと見えざるものが与えられたとせよ」展覧会テキスト（2004年11月、「杉本博司：大ガラスが与えられたとせよ」カルティエ現代美術財団（パリ）＆東京大学総合研究博物館 共同プロジェクト）
- 「横尾忠則」（インタビュー）展覧会テキスト（2005年、カルティエ現代美術財団、パリ）
- 「VOCA」展覧会テキスト（2006年、上野の森美術館）
- 「戦争と芸術：美の恐怖と幻影」展覧会テキスト（2007年1月、京都造形芸術大学、Gallery Aube）
- 「Mariko Mori / Oneness」展覧会テキスト（全作品解説）（2007年、Groninger Museum(オランダ)、AroS Aarhus Kunstmuseum(デンマーク)巡回展後、HATJE CANTZ(ドイツ)により出版）
- 「戦争と芸術II-美の恐怖と幻影」展覧会テキスト（2008年1月、京都造形芸術大学、Gallery Aube）
- 「超群島-ライトオブサイレンス／すばらしい新世界」展覧会テキスト（2012-2013年、 青森県立美術館）
- 「横尾忠則の「昭和NIPPON」－反復・連鎖・転移」展覧会テキスト（2013年、青森県立美術館）
- 「工藤哲巳、芸術としての力への意志」展覧会テキスト（2014年、国立国際美術館／東京国立近代美術館／青森県立美術館）
- 「中西夏之—キアスム / chiasme」展覧会テキスト（2014年、SCAI東京）
- 被爆70周年記念事業「TODAY IS THE DAY：未来への提案」展テキスト「死の分量」（2015年、広島県廿日市）
- 『コンセプト・オブ・ハピネス＿アニッシュ・カプーアの崩壊概論』展テキスト（2018年、別府公園）

## 主な著作
- 「戦争と芸術-美の恐怖と幻影」（立東舎、2016年）
- 「アートと社会」竹中平蔵・南條史生編著（東京書籍、2016年）
- 「横尾忠則の『昭和NIPPON』反復・連鎖・転移」[23]（橫尾忠則実行委員会、2013年）
- 「『文明』と『野蛮』のアーカイヴ＿ゴダール『イメージの本』からリヒター《アトラス》へ 」[24]（新曜社、2019）